# 小笠原仁 (キックボクサー)
小笠原 仁（おがさわら ひとし）は、日本の男性キックボクサー。元ラジャダムナン・スタジアムジュニアミドル級王者。新日本キックボクシング協会・伊原道場に所属していた。
強烈な右ストレートを武器にKOの山を築いた。ラジャダムナン・スタジアムジュニアミドル級王者となり、今後が期待されたものの、突如、試合に出場しなくなり、実質的に引退状態となっている。
現在、都内で柔道整復師として整骨院で従事している。
来歴
國學院大學キックボクシング部出身。
全日本学生キックボクシング連盟・ウェルター級王者を獲得。
- ????年 - プロに転向。
- 2000年12月3日、デンスッキー・ハマーチャイウィラー（5位：タイ）との王座決定戦で1R1:14 KO勝ち。
- 2001年7月28日、チャオリワット・ジョッキージム（1位：タイ）と対戦し判定0-3（47-49, 48-49, 48-49）負け（防衛失敗）。